# Sweet Sacrifice
Sweet Sacrifice è il terzo singolo tratto dall'album The Open Door dell'alternative metal band statunitense Evanescence. Il video venne girato l'8 e 9 marzo 2007.

## Descrizione
Sweet Sacrifice è stata scritta da Amy Lee e Terry Balsamo e prodotta da Dave Fortman. È stata registrata agli Record Plant Studios di Los Angeles, mixata da Dave Fortman agli Ocean Way Studios, Los Angeles, e masterizzata da Ted Jensen agli Sterling Sound, New York. La programmazione è stata curata da DJ Lethal. Parlando di The Open Door, Amy disse che molte persone si aspettavano che le canzoni del nuovo album sarebbero state simili a My Immortal (2003) aggiungendo tuttavia quanto le canzoni più pesanti fossero importanti per lei; "Weight of the World, Sweet Sacrifice ed All That I'm Living For sono così incredibili per me, per quanto riguarda l'adrenalina. Specialmente quando le eseguiamo dal vivo". Più tardi dichiarò anche ciò che ispirò la canzone:
Si è più volte pensato che in questa canzone Amy facesse riferimento all'ex chitarrista della band, Ben Moody; anche se poi non è stato confermato alcunché a livello ufficiale. Jordan Reimer di The Daily Princetonian concluse il suo articolo scrivendo che i versi di Amy "You know you live to break me" e "Are you still too weak to survive your mistakes?" fossero indirizzati a Ben. A queste dichiarazioni di aggiunse anche Rob Sheffield di Rolling Stone che scrisse che i versi "One day I'm gonna forget your name/And one sweet day, you're gonna drown in my lost pain" erano mirati a Moody.

### Composizione
Secondo gli spartiti musicali pubblicati dalla Alfred Publishing sul sito Musicnotes.com, "Sweet Sacrifice" è una canzone rock, alternative metal, post-grunge e gothic metal, impostata su un tempo di 4/4 ed eseguita in un tempo moderato di 96 battiti al minuto. È scritta in chiave di Fa# minore e l'estensione vocale di Amy va dal La#3 al Sol5. Secondo Ed Thompson di IGN, Amy canta i versi "It's true we're all a little insane/But it's so clear now that I'm unchained" con la sua "voce infestata". Alcuni critici hanno trovato dark versi come "I dream in darkness, I sleep to die, erase the silence, erase my life, our burning ashes darken the day, a world of nothingness, blow me away" insieme alla "chitarra rombante" e alla sezione di archi. Amy in un'intervista con EvanescenceWebsite.com ha dichiarato qualche dettaglio in più sul processo di scrittura della canzone:

## Il singolo
Durante un concerto e in seguito anche online, la band annunciò che il terzo singolo estratto da The Open Door sarebbe stato quello di All That I'm Living For, tuttavia, a seguito del volere della band e alle reazioni dei fan, la Wind-up decise di sostituirlo con Sweet Sacrifice. Il singolo fu pubblicato in Germania il 25 maggio 2007, in versione basic e in versione premium. La pubblicazione venne programmata anche altrove per l'8 maggio 2007 su Amazon.com ma fu in seguito cancellata.
- CD singolo[14]

1. Sweet Sacrifice (Album version) – 3:05
2. Weight of the World (Live from Tokyo) – 3:44

- CD maxi singolo[15]

1. Sweet Sacrifice (Album version) – 3:05
2. Weight of the World (Live from Tokyo) – 3:44
3. Sweet Sacrifice (Radio version) – 3:03
4. Interview with Amy Lee and John LeCompt – 5:07

## Video musicale
Il video è stato diretto da P. R. Brown e fu filmato a Burbank, in California, tra il 9 e il 10 marzo del 2007. Il video fu diffuso in modo non autorizzato su Internet il 4 aprile 2007, dopo che ne era stato reso per breve tempo disponibile il digital download su iTunes Store. Fu per la prima volta mandato in onda su Yahoo! Music, il 5 aprile. Il set del videoclip è stato ispirato dal Thriller psicologico diretto da Tarsem Singh, chiamato The Cell (2000). "È come se fossimo relegati all'interno delle mura della nostra mente, una cosa del genere" ha dichiarato Amy, aggiungendo:
Il video incomincia con Amy distesa su di un divano, che, mentre incomincia a cantare "Fear is only in our minds/
Taking over all the time", si alza da esso ponendo fine a quello stato di immobilità. Dopo di che si alternano inquadrature dei componenti della band mentre si esibiscono e scene in cui Amy continua a cantare. Sullo schermo vengono proiettate come improvvisi flash fotogrammi contenenti immagini di quei soggetti che solitamente infondono nelle persone paura o disgusto; questa tecnica conosciuta con il nome di "Psychorama" o "The Precon Process" è stata spesso usata nella storia del cinema anche se la sua efficacia non è mai stata dimostrata a livello scientifico.

## Formazione
Crediti tratti dal libretto di The Open Door.
Gruppo
- Amy Lee – voce, pianoforte
- Terry Balsamo – chitarra solista
- John LeCompt – chitarra ritmica
- Will Boyd – basso
- Rocky Gray – batteria

Altri
- Amy Lee – songwriting
- Terry Balsamo – songwriting
- David Campbell – arrangiamenti orchestrali
- DJ Lethal – programmazione
- Dave Fortman – produzione, missaggio
- Jeremy Parker – ingegneria del suono
- Ted Jensen – mastering
- Mike Houge – assistente ingegneria
- Wesley Seidman – assistente ingegneria

## Classifiche
| Classifica (2007)             | Posizione massima |
| ----------------------------- | ----------------- |
| Germania                      | 75                |
| Grecia                        | 13                |
| Stati Uniti (mainstream rock) | 24                |
| Turchia                       | 11                |

## Date di pubblicazione
| Stato    | Data           | Formato          | Etichetta |
| -------- | -------------- | ---------------- | --------- |
| Austria  | 25 maggio 2007 | Digital download | Sony      |
| Germania | 25 maggio 2007 | CD single        | Sony      |
| Germania | 25 maggio 2007 | Maxi single      | Sony      |
| Germania | 25 maggio 2007 | Digital download | Sony      |